# Риноспоридіоз
Риноспоридіо́з (англ. Rhinosporidiosis) — інфекційна хвороба, яку спричинює Rhinosporidium seeberi. Раніше цей мікроорганізм вважався грибком, а риноспоридіоз класифікувався як грибкове захворювання згідно з МКХ-10. Наразі Rh. seeberi вважається найпростішим, класифікованим до групи Mesomycetozoea. Це хронічна гранульоматозна хвороба слизових оболонок, яка, як правило, проявляється у вигляді пухких судинних поліпів, які виникають із слизової носа або зовнішніх структур ока.

## Історичні факти
Виявлений у людей в Аргентині в 1900 році Д. Сібером

## Актуальність
Риноспорідіоз є ендемічним в Індії, Шрі-Ланці, Південній Америці та Африці. Взагалі зустрічається в 70 країнах світу.

## Етіологія
Етіологічний збудник хвороби Rhinosporidium seeberi ніколи не був успішно розмножений in vitro. Спочатку більше 50 років R. seeberi вважався водною цвіллю. Молекулярно-біологічні методи нещодавно показали, що цей організм є водним найпростішим, і він був переведений до групи Mesomycetozoea, разом з організмами, які спричинюють подібні хвороби у земноводних та риб. Інші дослідники представили дані про те, що R. seeberi є ціанобактерією, яка демонструє труднощі, які виникають при роботі з патогенами, через що її неможливо підтримувати в лабораторних умовах.
Цикл розвитку Rhinosporidium seeberi починається з круглої ендоспори діаметром 6-10 мкм. Ендоспора переростає в товстостінний спорангій діаметром 100—350 мкм, який містить до декількох тисяч ендоспор. Ці структури схожі на менші ендоспори (2-5 мкм в діаметрі) та сфери (30-60 мкм в діаметрі) Coccidioides immitis.

## Епідеміологічні особливості
Крім людей, риноспорідіоз є у котів, великої рогатої худоби, собак, качок, кіз, коней, мулів, папуг та лебедів. Риноспорідіоз зазвичай уражає людей з півдня Індії та з Шрі-Ланки. Повідомлялося про поодинокі випадки по всьому світу, деяка кількість випадків спостерігається в Південній Америці та Африці. Переважно хворіють діти та молоді люди. У структурі хворих переважають чоловіки, співвідношення із захворілими жінками є 4:1. Частота виникнення хвороба пов'язана із проживанням у сільській місцевості, заняттям землеробством та купанням у ставках чи непроточних річках. Жодних доказів того, що це заразне захворювання, не було зафіксовано, оскільки жодного разу не було виявлено передачі між членами однієї сім'ї або між тваринами і людьми.

## Патогенез
Риноспоридіоз як правило, обмежується ураженням епітелію слизової оболонки. Зараження зазвичай є результатом місцевої травми. Відбувається локальна реплікація R. seeberi, що призводить до гіперпластичного розростання тканин та локалізованої імунної відповіді. Інфікування носа і носоглотки спостерігається у 70 % осіб, які страждають риноспоридіозом, тоді як інфікування кон'юнктиви або асоційованих структур включно зі слізним апаратом спостерігається у 15 %.
Інші структури рота, верхніх дихальних шляхів та ока можуть бути місцями ураження. Також описано захворювання шкіри, вуха, гортані, трахеї, бронхів, геніталій та прямої кишки. Генітальний риноспоридіоз описаний у піхві, сечоводах, пенісі та калитці. Повідомляється також про поширення шкірних та мультиорганних уражень, але це відбувається набагато рідше. Описані поодинокі випадки ураження печінки, нирок, серця. Хвороба має хронічний перебіг, повідомлялося про захворювання тривалістю до 30 років. Хвороба не пов'язана з будь-яким імунодефіцитом.

## Клінічні прояви
Носовий риноспоридіоз може мати односторонню непрохідність носа або епістаксис. Інші симптоми можуть включати місцевий свербіж, чхання, ринорею та постназальні виділення крапель при кашлі. Пацієнти часто повідомляють про відчуття, що в їх носовому каналі є чужорідне тіло.
Ураження очей спочатку перебігає безсимптомно. По мірі прогресування захворювання посилюється сльозотеча. Можуть спостерігатися світлобоязнь, почервоніння та вторинна інфекція.
Шкірні ураження починаються як папіломи, які поступово стають веррукозними.
М'які поліпи можуть розвиватися на носі або оці. Вони рожевого до глибокого червоного забарвлення, приплюснуті або підняті над поверхнею слизової, часто описуються як полуниця на вигляд. Оскільки поліпи риноспоридіозу судинні та пухкі, вони легко кровоточать при маніпуляціях.

## Діагностика
Хвороба діагностується шляхом виявлення R. Seeberi безпосередньо при мікроскопічному дослідженні мазків мацерованої тканини або гістологію підготовлених зразків біопсії. R. Seeberi можна виявити при фарбуванні мазків за допомогою типових грибкових фарб (наприклад, метенамінового срібла Гоморі, періодичної кислоти Шиффа), а також звичним фарбуванням гематоксилін-еозином. Мазки можна досліджувати також за допомогою гідроксиду калію.
Для епідеміологічних досліджень в ендемічних областях розроблено і використовується імуноблот-аналіз на основі імуноферментного аналізу (ІФА). У повсякденній клінічній практиці цей метод не застосовується.

## Лікування
Лікується хірургічним висіченням, оскільки, як правило, медичне лікування не виявляється ефективним. Є окремі повідомлення про успішне лікування тривалими курсами дапсона. Цей препарат може бути корисним людям з мультіорганними ураженнями. Препарат зупиняє дозрівання спорангій та сприяє фіброзу в стромі, коли використовується як допоміжний засіб до хірургічного втручання. Особливою причиною необхідності розробки альтернативної медикаментозної терапії дапсону є спричинювання дапсоном гемолітичних реакцій у пацієнтів із дефіцитом глюкозо-6-фосфатдегідрогенази, який частий у тих самих географічних регіонах, що також мають високу ендемічність по риноспорідіозу.
Місцеве хірургічне висічення є методом вибору. Однак трапляються рецидиви при простому висіченні. Широке висічення з електрокоагуляцією основи ураження сприяє зменшенню рецидивів. Великі нарости, як то на статевому члені, можуть вимагати ампутації ураженого місця.

## У тварин
Гістопатологія риноспорідіозу тварин по суті схожа на хворобу людини. Зміни, що виявлені в структурах стромальної та клітинної інфільтрації при риноспорідіозі людини, також були описані у лебедів.